# Passo della Castagnola
Il passo della Castagnola (590 m) è un passo che collega l'alta Val Lemme con l'alta valle Scrivia.
Il passo si trova nell'Appennino Ligure al confine con i comuni di Fraconalto in Piemonte e di Ronco Scrivia in Liguria. Il passo è collegato tramite una strada provinciale che parte da Voltaggio e termina a Borgo Fornari.
Il nome del passo ha una facile etimologia, infatti significa "zona con castagni".